# إيرفن سانتانا
إيرفن سانتانا هو لاعب كرة قاعدة دومينيكاني، ولد في 12 ديسمبر 1982 في سان كريستوبال في جمهورية الدومينيكان.

## وصلات خارجية
- إيرفن سانتانا على موقع دوري كرة القاعدة الرئيسي (الإنجليزية)
- إيرفن سانتانا على موقعبيزبول رفرنس.كوم (الدوري الرئيسي) (الإنجليزية)
- إيرفن سانتانا على موقعبيزبول رفرنس.كوم (الدوري الثانوي) (الإنجليزية)
- إيرفن سانتانا على موقع إي إس بي إن.كوم (أم.أل.بي) (الإنجليزية)
- إيرفن سانتانا على موقع مشجعي الرسوم البيانية (الإنجليزية)